# Onze-Lieve-Vrouw-Hemelvaartkerk (Herzele)
De Onze-Lieve-Vrouw-Hemelvaartkerk (Frans: Église Notre-Dame de l'Assomption) is de parochiekerk van de gemeente Herzele in het Franse Noorderdepartement.

## Geschiedenis
De kerk werd in de 17e eeuw herbouwd op de grondvesten van een oudere kerk. In de 19e eeuw werd de kerk verbouwd. De westtoren is van 1895 en werd gebouwd naar ontwerp van Cockempot

## Gebouw
Het betreft een driebeukige bakstenen hallenkerk. De toren heeft een stenen spits.

## Interieur
De kerk heeft houten gewelven. Er is een gotisch doopvont en een ex voto van einde 16e eeuw, waarop de schenker en zijn echtgenote geknield staan afgebeeld. Het hoofdaltaar en het Sint-Antoniusaltaar zijn in barokstijl. De lambrisering is in classicistische stijl en de biechtstoelen van 1734 en 1736 zijn daarin opgenomen. De preekstoel is van 1765. Er is een beschermde 18e eeuwse processiedraaghemel en een draaibaar houten tabernakel. De communiebank is van smeedijzer.